# Estancarbon
Estancarbon – miejscowość i gmina we Francji, w regionie Oksytania, w departamencie Górna Garonna.
Według danych na rok 1990 gminę zamieszkiwało 509 osób, a gęstość zaludnienia wynosiła 82 osób/km² (wśród 3020 gmin regionu Midi-Pireneje Estancarbon plasuje się na 584. miejscu pod względem liczby ludności, natomiast pod względem powierzchni na miejscu 1391.).